# Скауты Селуса
«Скауты Селуса» (англ. Selous Scouts Regiment) — спецподразделение вооружённых сил Родезии, созданное в 1973 году и получившее своё название в честь британского путешественника Фредерика Кортни Селуса. Состояло из военных следопытов и активно использовалось в контрпартизанских боевых действиях во время войны в Южной Родезии.
Основателем спецподразделения армии Родезии «Скауты Селуса» был Рональд Фрэнсис Рид-Дэйли, ветеран Малайской войны, капитан британской SAS. Идеологом создания подразделения стал родезийский офицер и эколог Аллан Сэйвори. В соответствии с его представлениями, отряд комплектовался бывшими профессиональными охотниками и егерями, которые обладали навыками самостоятельной работы в южноафриканском буше, а также знаниями обычаев, привычек и традиций населяющих его местных народностей. При этом, при отборе кандидатов особое внимание обращалось на наличие умений читать следы, выживать без посторонней помощи в условиях африканской природы и способность действовать в составе маленькой группы.
Помимо выслеживания диверсантов и террористов в Родезии «скауты Селуса» принимали участие в глубоких разведывательных рейдах по территориям сопредельных государств. Их причастность к целому ряду громких операций получило широкое освещение в международной прессе (например — Операция «Эланд», Операция «Миракэл», операция «Бинбег» и др.)